# Évry-Courcouronnes
Évry-Courcouronnes ist eine französische Gemeinde mit 66.700 Einwohnern (Stand: 1. Januar 2022, Summe der ehemaligen Gemeinden Évry und Courcouronnes) im Département Essonne in der Region Île-de-France. Sie ist Sitz der Unterpräfektur des Arrondissements Évry und Sitz des Bureau centralisateur des Kantons Évry.
Sie entstand als Commune nouvelle mit Wirkung vom 1. Januar 2019, indem die bisherigen Gemeinden Évry und Courcouronnes fusioniert wurden und in der neuen Gemeinde den Status einer Commune déléguée haben. Der Verwaltungssitz befindet sich im Ort Évry.
Die Stadt ist die Heimat des Genopole.

## Lage
Évry-Courcouronnes liegt im Tal der Seine etwa 30 Kilometer Fahrtstrecke südlich von Paris.

### Gemeindegliederung
| Gemeindeteil           | ehemaliger INSEE-Code | Fläche (km²) | Einwohnerzahl (2018) |
| ---------------------- | --------------------- | ------------ | -------------------- |
| Évry (Verwaltungssitz) | 91228                 | 8,33         | 53.641               |
| Courcouronnes          | 91182                 | 4,37         | 13.490               |

## Geschichte
Zur Geschichte der beiden Orte siehe
- Évry#Geschichte
- Courcouronnes#Geschichte

## Gemeindepartnerschaften
Évry-Courcouronnes hat über Évry eine Partnerschaft mit dem palästinensischen Flüchtlingslager Chan Junis im Gazastreifen. Darüber hinaus unterhält es Städtepartnerschaften (Jumelages) mit folgenden Orten:
- Bexley in Großbritannien
- Troisdorf in Deutschland
- Nowy Targ in Polen

Weitere Partnerschaften bestehen im Rahmen der Communauté d’Agglomération Grand Paris Sud mit Kayes und Bamako in Mali sowie mit den Hauptstädten Dakar in Senegal und Nouakchott in Mauretanien.
Courcouronnes pflegt seit 2010 eine Partnerschaft mit der Stadt Bikele in Gabun.

## Sehenswürdigkeiten

### Évry
- Auf dem Gebiet der heutigen Gemeinde befanden sich mehrere Schlösser, die jedoch allesamt zerstört sind. Das bekannteste war das im 17. Jahrhundert erbaute Château de Petit-Bourg, welches im Jahr 1695 von Madame de Montespan, der Mätresse Ludwigs XIV. erworben und umgebaut wurde. Nach ihrem Tod (1707) wechselte es mehrfach den Besitzer und wurde nach 1756 komplett erneuert. Es überstand die Revolutionsjahre, wurde aber im Jahr 1944 bei ihrem Rückzug von den Deutschen gesprengt und in den 1950er Jahren komplett abgerissen. An seiner Stelle entstand ein neuer Wohnblock.

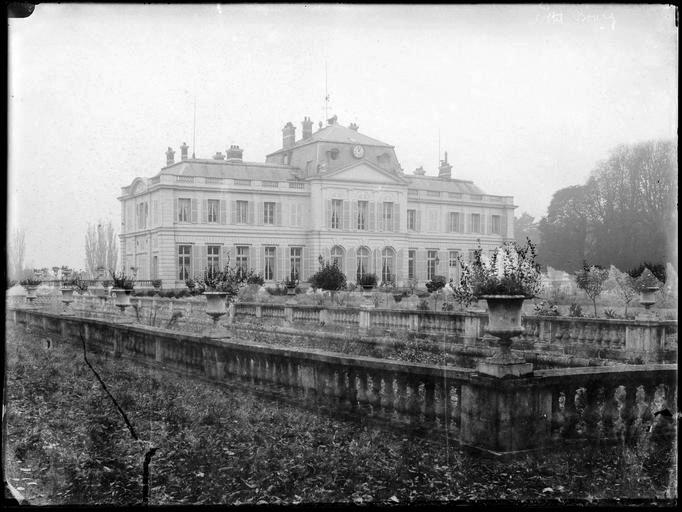
Château de Petit-Bourg
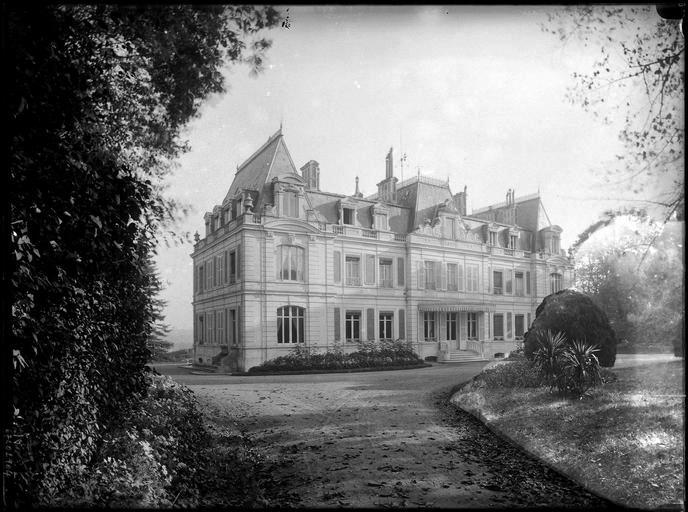
Château du Mousseau
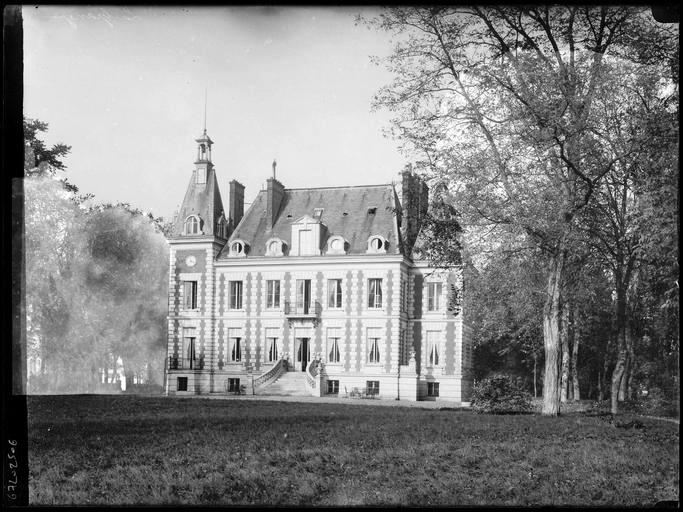
Château de La Grange-Feu-Louis
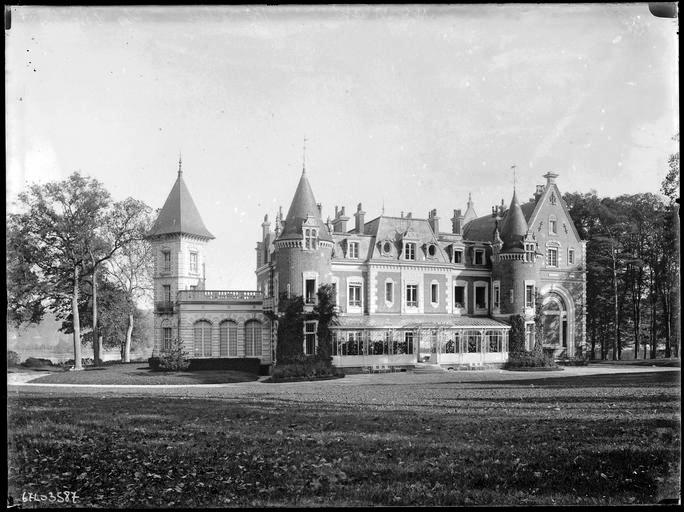
Château des Tourelles

- Die neue Architektur der Stadt war von Beginn an umstritten. Inzwischen sind jedoch einige interessantere Bauvorhaben umgesetzt worden. Dazu gehören auch ein buddhistischer Tempel, ein Dominikanerkloster und eine Kathedrale.
- Die Kathedrale der Auferstehung (französisch: Cathédrale de la Résurrection Evry) war die erste Kathedrale, die seit mehr als 100 Jahren in Frankreich errichtet wurde. Sie wurde in den Jahren 1991 bis 1995 vom Schweizer Architekten Mario Botta erbaut. Dieser setzte dabei ganz auf die Wirkung des Ziegels als Gestaltungselement und schuf zwei Mauerringe aus schlichtem Ziegel-Sichtmauerwerk.

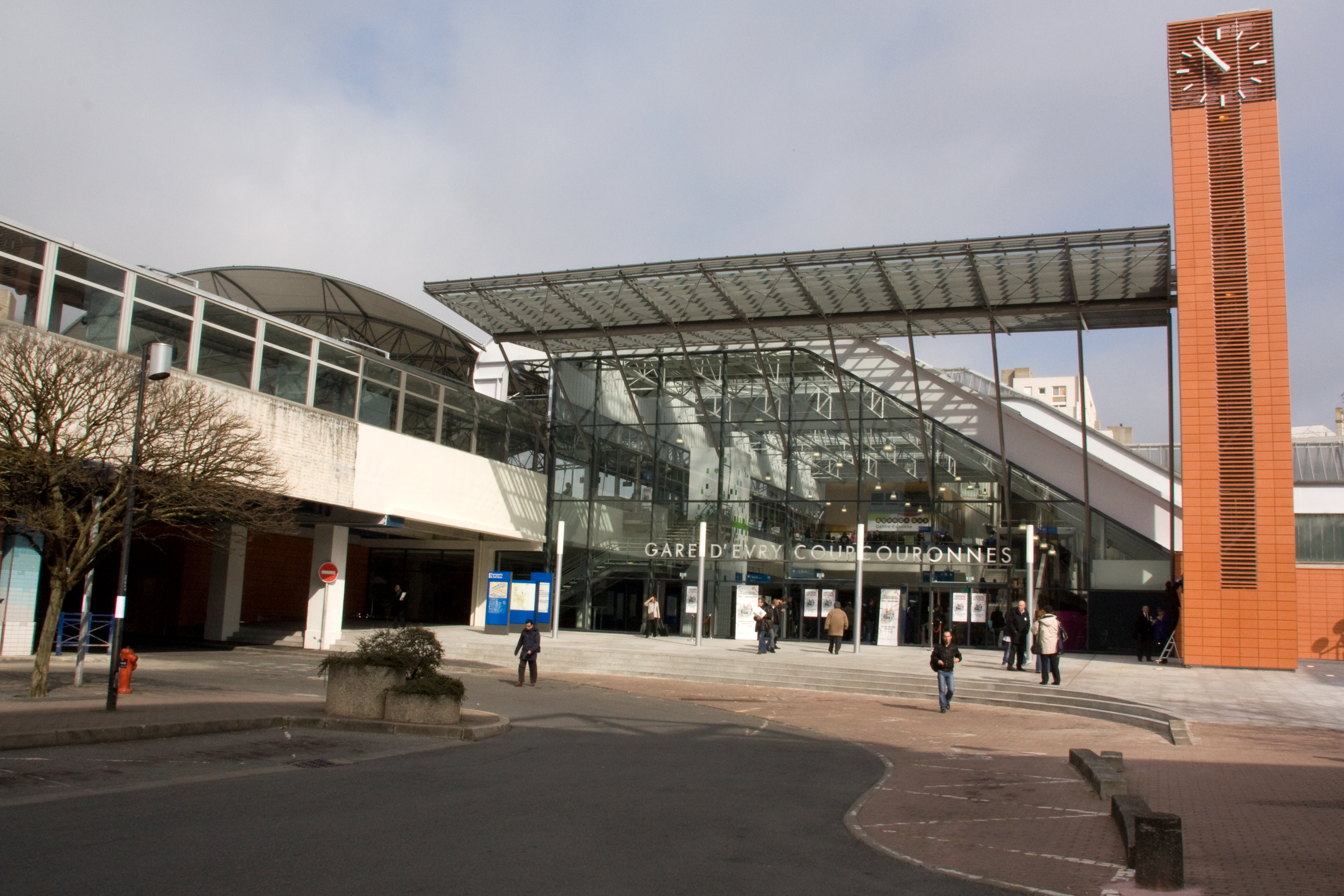
Bahnhof Évry-Courcouronnes
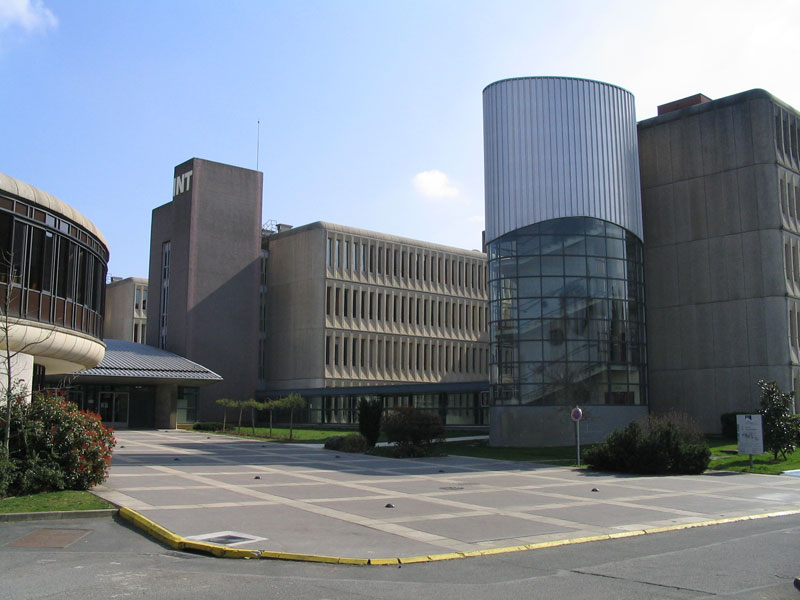
Telekom und Verwaltung Paris Sud
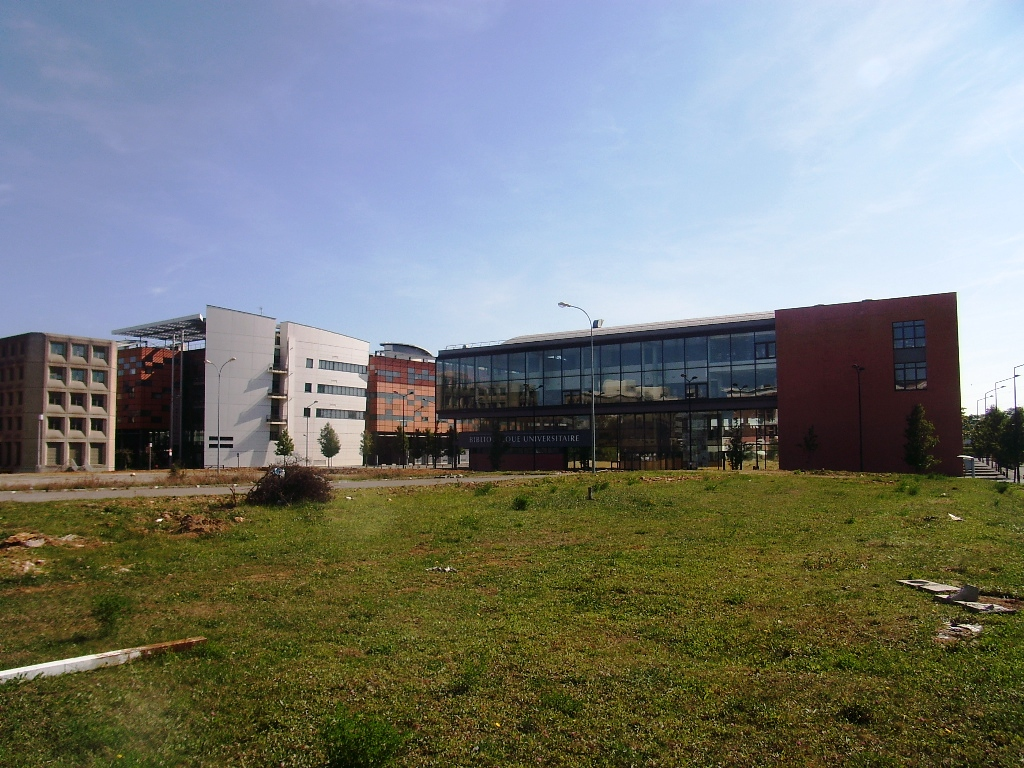
Universität
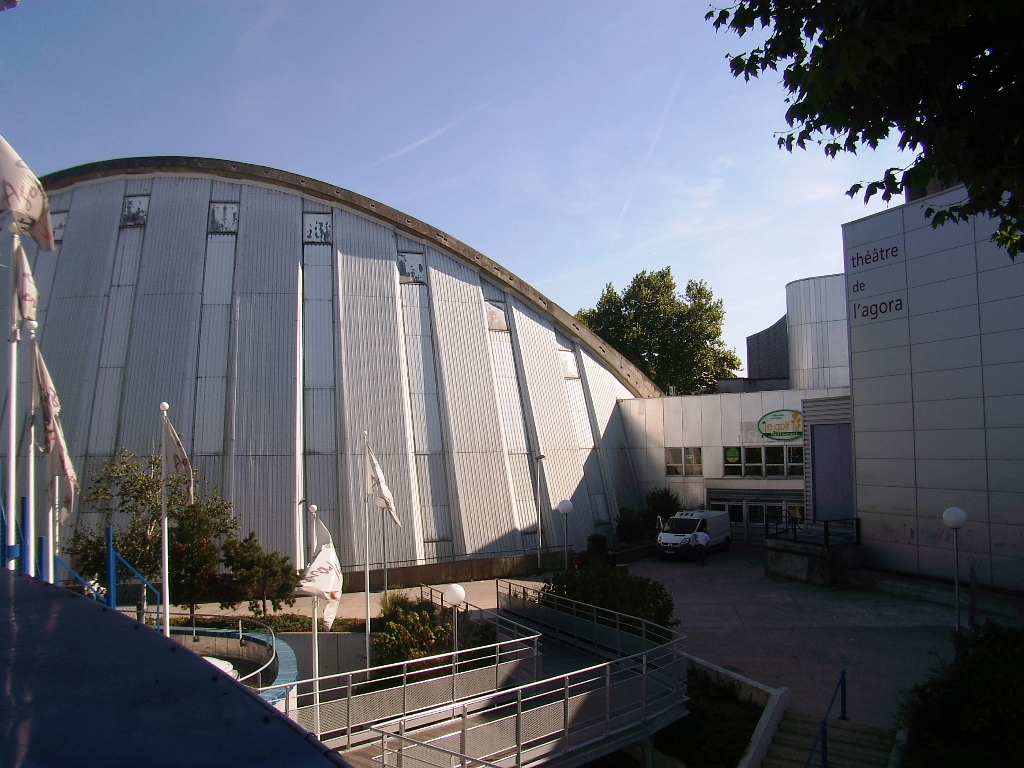
Theater
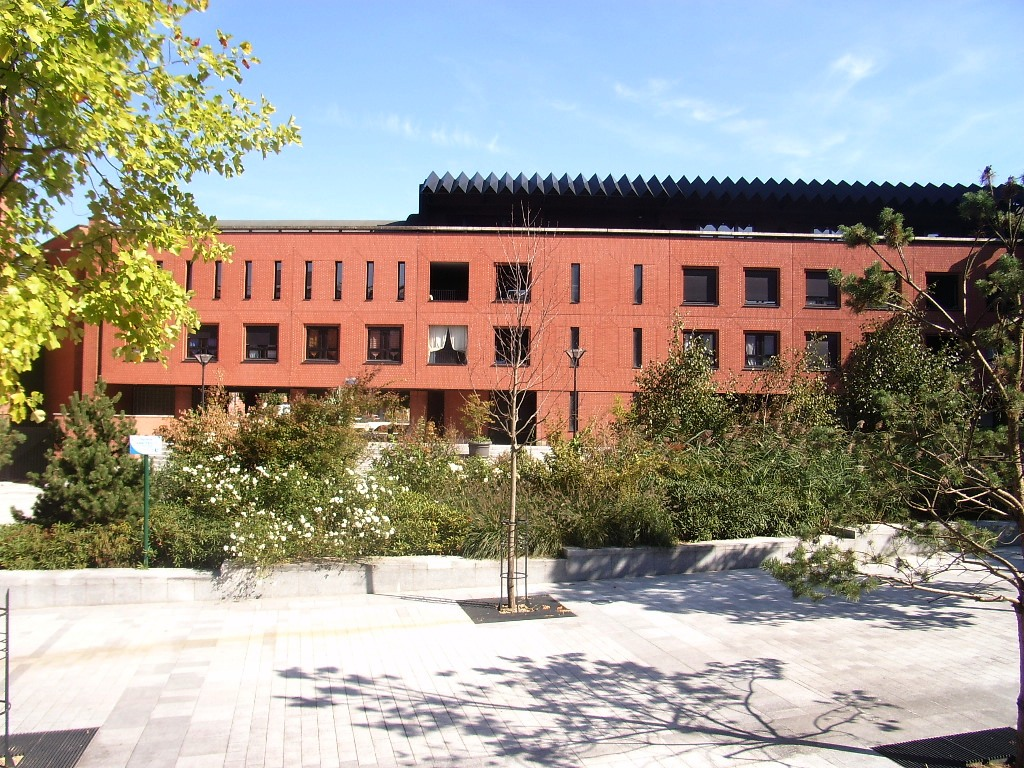
Dominikaner-Kloster

### Courconnes

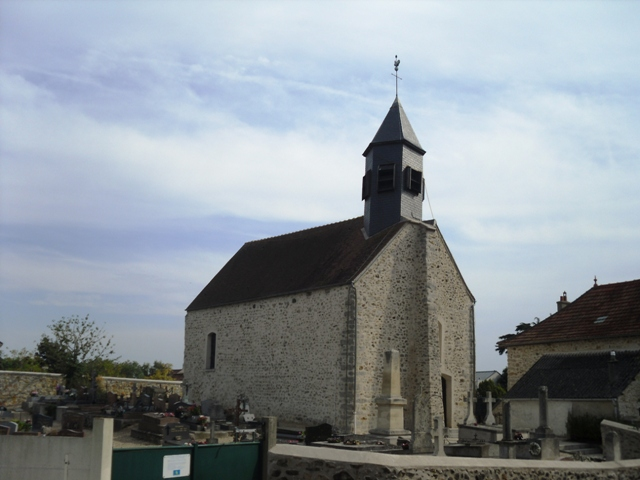
Kirche Notre-Dame-de-la-Nativité-de-la-Très-Sainte-Vierge
- Kirche Saint-Guénault
- Parc et Dame du Lac

- Kirche Notre-Dame-de-la-Nativité-de-la-Très-Sainte-Vierge

## Bildung
In Évry-Courcouronnes befindet sich die Hochschule für Kulturmanagement (Administration de la Musique et du Spectacle Vivant) an der Université d’Évry – Val d’Essonne (DESS). Die Hochschule unterhält eine Partnerschaft mit der Hochschule für Musik Franz Liszt Weimar und bietet dadurch die Möglichkeit, einen zweifachen Master-Titel zu erwerben. Die Stadt ist auch die Heimat von Institut Mines-Télécom Business School.

## Persönlichkeiten

### In Évry geboren
- Valérie Crunchant (* 1978), Schauspielerin
- Hameur Bouazza (* 1985), algerischer Fußballspieler
- Medhi Benatia (* 1987), marokkanisch-französischer Fußballspieler
- Michaël D’Almeida (* 1987), Bahnradsportler
- Kyliane Dong (* 2004), französisch-kamerunischer Fußballspieler

### In Courconnes geboren
- Maxime Brunerie (* 1977), Attentäter
- Ismaël Omar Mostefaï (1985–2015), Terrorist
- Fatimatou Sacko (* 1985), Basketballspielerin
- Medhi Benatia (* 1987), französisch-marokkanischer Fußballspieler (Verteidiger)
- Yohann Thuram (* 1988), Fußballspieler (Torwart)
- Sarah Michel (* 1989), Basketballspielerin
- Caroline Espiau (* 1992), Skispringerin
- Grâce Zaadi (* 1993), Handballspielerin